# Remo Sele
Raimond „Remo” Sele (ur. 7 czerwca 1948) – liechtensteiński strzelec, olimpijczyk. 
Brał udział w igrzyskach olimpijskich w 1972 (Monachium) i w 1984 (Los Angeles). Na obu startował w konkurencji strzelania z karabinu małokalibrowego w pozycji leżącej z odl. 50 m. W Monachium był 85., a w Los Angeles uplasował się na 65. miejscu ex aequo z Jadaanem Tarjamem Al-Shammarim z Kataru.

## Wyniki olimpijskie
| Igrzyska | Konkurencja                       | Wynik                           | Miejsce     | Źródło |
| -------- | --------------------------------- | ------------------------------- | ----------- | ------ |
| IO 1972  | Karabin małokalibrowy leżąc, 50 m | 583 punkty (95-96-98-98-100-96) | 81 (na 101) | [ 1 ]  |
| IO 1984  | Karabin małokalibrowy leżąc, 50 m | 572 punkty (96-97-92-98-93-96)  | 65T (na 71) | [ 2 ]  |